# Маклсфилд (Северна Каролина)
Маклсфилд (енгл. Macclesfield) град је у америчкој савезној држави Северна Каролина.

## Демографија
По попису из 2010. године број становника је 471, што је 13 (2,8%) становника више него 2000. године.
| Група             | 2000.       | 2010.       |
| Белци             | 368 (80,3%) | 371 (78,8%) |
| Афроамериканци    | 81 (17,7%)  | 66 (14,0%)  |
| Азијати           | 0 (0,0%)    | 9 (1,9%)    |
| Хиспаноамериканци | 9 (2,0%)    | 13 (2,8%)   |
| Укупно            | 458         | 471         |